# I Will Never Let You Down
«I Will Never Let You Down» es una canción interpretada por la cantante británica Rita Ora. La canción fue lanzada el 4 de abril. En el Reino Unido tuvo su lanzamiento el 11 de mayo de 2014, donde alcanzó la primera ubicación en la lista de sencillos, siendo éste su cuarto número uno. De esta manera, en ese momento, igualó el récord de Geri Halliwell, en la mayor cantidad de números uno en el Reino Unido por una artista femenina británica. El video musical fue dirigido por Francesco Carrozzini.
Una versión remezclada titulada como «Switch Remix» está incluida en el álbum Pepsi Beats of the Beautiful Game (2014). La producción estuvo a cargo de Switch.

## Composición
Es una canción up-tempo dance pop en un ritmo de 128 beats por minuto. La misma Rita Ora confesó su inspiración en trabajos de Whitney Houston, particularmente en la canción "How Will I Know" de 1985.

## Lista de canciones
| Descarga digital |                             |          |  |
| N.º              | Título                      | Duración |  |
| 1.               | «I Will Never Let You Down» | 3:23     |  |

| Descarga digital (Remixes) |                                                                     |          |  |
| N.º                        | Título                                                              | Duración |  |
| 1.                         | «I Will Never Let You Down» (R3hab Remix)                           | 4:11     |  |
| 2.                         | «I Will Never Let You Down» (Gregor Salto Vegas Club Mix)           | 6:17     |  |
| 3.                         | «I Will Never Let You Down» (Gregor Salto Vegas Radio Mix)          | 3:41     |  |
| 4.                         | «I Will Never Let You Down» (Gregor Salto Vegas Radio Instrumental) | 3:41     |  |
| 5.                         | «I Will Never Let You Down» (Steve Smart and WestFunk Club Mix)     | 4:50     |  |
| 6.                         | «I Will Never Let You Down» (Steve Smart and WestFunk Radio Edit)   | 3:08     |  |
| 7.                         | «I Will Never Let You Down» (DJ Escape and Tony Coluccio Main Mix)  | 7:41     |  |
| 8.                         | «I Will Never Let You Down» (DJ Escape and Tony Coluccio Radio Mix) | 4:38     |  |
| 9.                         | «I Will Never Let You Down» (DJ Escape and Tony Coluccio Dub)       | 6:41     |  |
| 10.                        | «I Will Never Let You Down» (Digital Dog Remix)                     | 5:52     |  |
| 11.                        | «I Will Never Let You Down» (Digital Dog Radio Edit)                | 4:00     |  |

## Posicionamiento en listas y certificaciones
| Lista (2014)                                | Mejor posición |
| ------------------------------------------- | -------------- |
| Alemania (Media Control AG)                 | 23             |
| Australia (ARIA)                            | 5              |
| Austria (Ö3 Austria Top 40)                 | 15             |
| Bélgica (Flandes) (Ultratip Bubbling Under) | 12             |
| Bélgica (Valonia) (Ultratip Bubbling Under) | 17             |
| Canadá (Hot 100)                            | 62             |
| Escocia (Scottish Singles Top 40)           | 1              |
| Eslovaquia (Radio Top 100 Chart)            | 23             |
| Estados Unidos (Billboard Hot 100)          | 77             |
| Estados Unidos (Hot Dance Club Songs)       | 1              |
| Estados Unidos (Pop Songs)                  | 22             |
| Francia (SNEP)                              | 128            |
| Irlanda (IRMA)                              | 9              |
| Nueva Zelanda (Recorded Music NZ)           | 9              |
| Reino Unido (UK Singles Chart)              | 1              |
| República Checa (Radio Top 100 Chart)       | 56             |
| Suiza (Schweizer Hitparade)                 | 12             |

| País          | Organismo certificador | Certificación | Ventas  | Ref.   |
| ------------- | ---------------------- | ------------- | ------- | ------ |
| Alemania      | BVMI                   | Oro           | 200 000 | [ 27 ] |
| Australia     | ARIA                   | Platino       | 70 000  | [ 28 ] |
| Dinamarca     | IFPI — Dinamarca       | Oro           | 30 000  | [ 29 ] |
| Italia        | FIMI                   | Oro           | 25 000  | [ 30 ] |
| Nueva Zelanda | RMNZ                   | Oro           | 7 500   | [ 31 ] |
| Reino Unido   | BPI                    | Platino       | 600 000 | [ 32 ] |

#### Sucesión en listas
| Anterior: «Waves» (Robin Schulz Remix) de Mr. Probz | UK Singles Chart — Sencillo Nro 1 18 de mayo de 2014 — 24 de mayo de 2014            | Siguiente: «Stay with Me» de Sam Smith           |
| Anterior: «Birthday» de Katy Perry                  | Billboard Dance Club Songs — Sencillo Nro 1 28 de junio de 2014 — 4 de julio de 2014 | Siguiente: «Fancy» de Iggy Azalea con Charli XCX |

## Historial de lanzamientos
| País        | Fecha              | Formato          | Discográfica   |
| ----------- | ------------------ | ---------------- | -------------- |
| Australia   | 4 de abril de 2014 | Descarga digital | Roc Nation LLC |
| Reino Unido | 11 de mayo de 2014 | Descarga digital | Roc Nation LLC |